# دله‌ایتوسا
دله‌ایتوسا (به اسپانیایی: Deleitosa) یک دهستان در اسپانیا است که در استان کاسرس واقع شده‌است. دله‌ایتوسا ۱۴۴ کیلومتر مربع مساحت دارد ۵۶۴ متر بالاتر از سطح دریا واقع شده‌است.